# Tabanus abauristriatus
Tabanus abauristriatus är en tvåvingeart som beskrevs av Philip 1960. Tabanus abauristriatus ingår i släktet Tabanus och familjen bromsar.
Artens utbredningsområde är Kambodja. Inga underarter finns listade i Catalogue of Life.